# ناحیه کاسکو، شهرستان سنت کلیر، میشیگان
ناحیه کاسکو (به انگلیسی: Casco Township) یک منطقهٔ مسکونی در ایالات متحده آمریکا است که در شهرستان سنت کلیر، میشیگان واقع شده‌است.
 ناحیه کاسکو ۹۶٫۲ کیلومتر مربع مساحت و ۴٬۱۰۵ نفر جمعیت دارد و ۱۹۶ متر بالاتر از سطح دریا واقع شده‌است.